# Schola cantorum
Schola cantorum (tiếng Latin có nghĩa là trường dạy ca nhạc) là một ban hợp xướng chuyên nghiệp tại nhà thờ của đức Giáo hoàng trong thời Trung cổ.

Theo truyền thuyết thì Schola cantorum được thành lập vào thời trị vì của Giáo hoàng Grêgôriô I. Những bằng chứng chắc chắn sự có mặt của ban hợp xưống này chỉ có từ thời cuối thế kỷ thứ 7. Những ca sĩ của Schola cantorum, nhiều người đã trở thành Giáo hoàng, đóng vai trò quan trọng trong phần hướng dẫn âm nhạc trong lúc hành lễ. Vì vậy họ cũng được triệu tập ra nước ngoài chẳng hạn đến Anh, Ireland hay Franken. Nhờ đó mà ca nhạc thánh lễ kiểu Roma cũng được phổ biến tại cung điện của hoàng đế Charlemagne và tiếp tục phát triển. Sau khi ngôi Giáo hoàng được chuyển về thành phố Avignon vào năm 1305, Schola cantorum không còn đóng vai trò quan trọng nữa. Ngày nay ban hợp xướng này được gọi là Cappella musicale pontificia sistina (Sistine Chapel Choir).

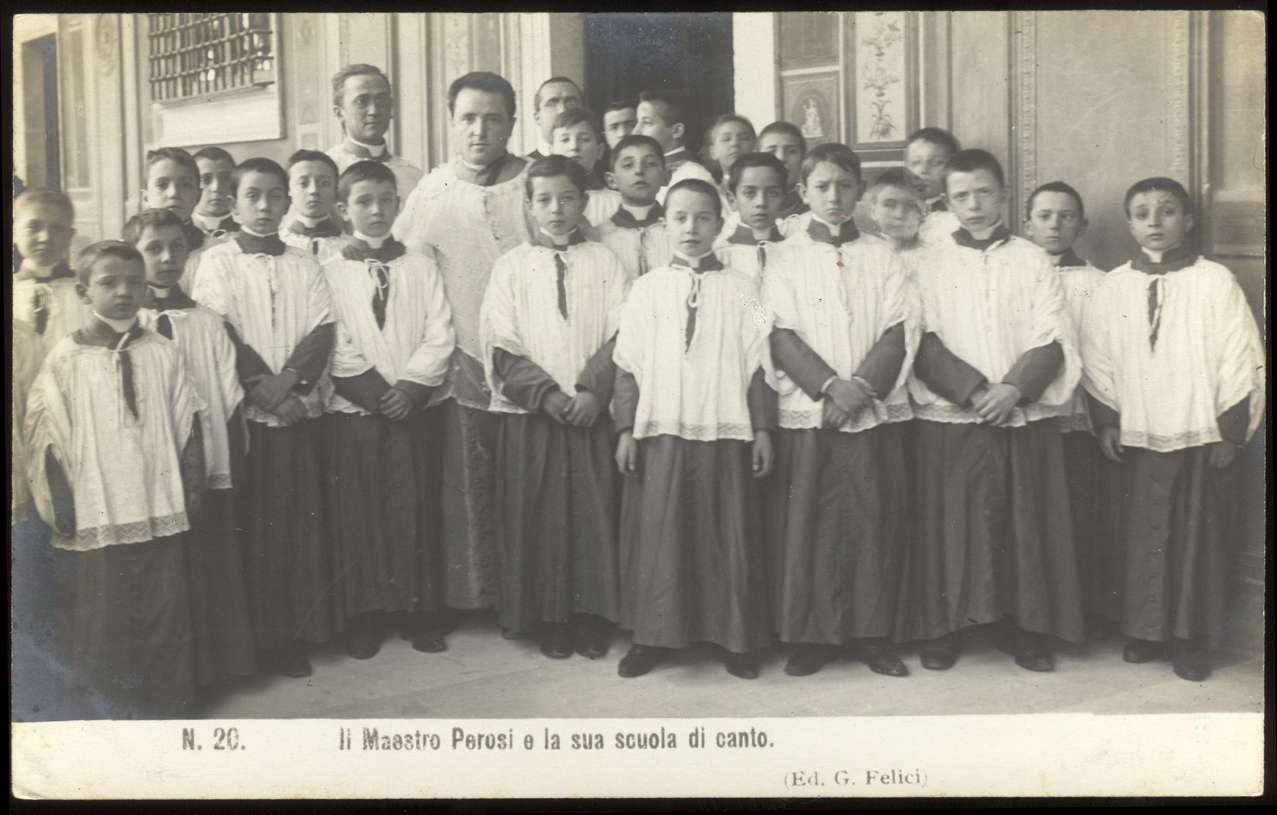
Don Perosi và lớp học hợp xướng scuola di canto (singschool, c. 1905) của ông ta.